# Lolland (gemeente)

Deense Volkskerk

Lolland is een gemeente in de Deense regio Seeland (Sjælland) en telt 42.285 inwoners (2017).
Na de herindeling van 2007 werden de gemeentes Holeby, Højreby, Maribo, Nakskov, Ravnsborg, Rudbjerg en Rødby samengevoegd tot de gemeente Lolland. De gemeente beslaat ruwweg de westelijke helft van het gelijknamige eiland. De oostelijke helft is onderdeel van de gemeente Guldborgsund.

## Plaatsen in de gemeente
- Dannemare
- Rødbyhavn
- Rødby
- Errindlev
- Langø
- Horslunde
- Utterslev
- Sandby
- Branderslev
- Holeby
- Hillested
- Nakskov
- Stokkemarke
- Søllested
- Nørreballe
- Bandholm
- Hunseby
- Birket
- Vesterby
- Anderstrup
- Maribo
- Tårs

Faxe · Greve · Guldborgsund · Holbæk · Kalundborg · Køge · Lejre · Lolland · Næstved · Odsherred · Ringsted · Roskilde · Slagelse · Solrød · Sorø · Stevns · Vordingborg
- International Standard Name Identifier: 0000 0004 0378 8243
- MusicBrainz: 8b5f6fa7-43a2-49b7-9aec-9d4866430b58